# Gibel
Gibel est une commune française située dans l'est du département de la Haute-Garonne, en région Occitanie. Sur le plan historique et culturel, la commune est dans le Lauragais, l'ancien « Pays de Cocagne », lié à la fois à la culture du pastel et à l’abondance des productions, et de « grenier à blé du Languedoc ».
Exposée à un climat océanique altéré, elle est drainée par la Hyse, la Thésauque, le ruisseau du fort et par divers autres petits cours d'eau. La commune possède un patrimoine naturel remarquable composé d'une zone naturelle d'intérêt écologique, faunistique et floristique.
Gibel est une commune rurale qui compte 388 habitants en 2022, après avoir connu un pic de population de 1 200 habitants en 1800. Elle fait partie de l'aire d'attraction de Toulouse. Ses habitants sont appelés les Gibelains ou Gibelaines.
Le patrimoine architectural de la commune comprend un immeuble protégé au titre des monuments historiques : la maison de Coulom, inscrite en 1990.

## Géographie

### Localisation
La commune de Gibel se trouve dans le département de la Haute-Garonne, en région Occitanie.
Sur le plan historique et culturel, Gibel fait partie du Lauragais, occupant une vaste zone, autour de l’axe central que constitue le canal du Midi, entre les agglomérations de Toulouse au nord-ouest et Carcassonne au sud-est et celles de Castres au nord-est et Pamiers au sud-ouest. C'est l'ancien « Pays de Cocagne », lié à la fois à la culture du pastel et à l’abondance des productions, et de « grenier à blé du Languedoc ».
Elle se situe à 39 km à vol d'oiseau de Toulouse, préfecture du département, et à 27 km d'Escalquens, bureau centralisateur du canton d'Escalquens dont dépend la commune depuis 2015 pour les élections départementales.
La commune fait en outre partie du bassin de vie de Mazères.
Les communes les plus proches sont :
Calmont (3,7 km), Fajac-la-Relenque (4,0 km), Marquein (4,1 km), Caignac (4,1 km), Monestrol (4,5 km), Mazères (4,7 km), Molandier (6,1 km), Montgeard (6,2 km).
Gibel est limitrophe de huit autres communes dont une dans le département de l'Ariège et trois dans le département de l'Aude.
| Montgeard        | Monestrol        | Caignac                  |
| Calmont          | Gibel            | Marquein (Aude)          |
| Mazères (Ariège) | Molandier (Aude) | Fajac-la-Relenque (Aude) |

### Géologie et relief
La superficie de la commune est de 1 940 hectares ; son altitude varie de 215  à   343 mètres.
Le village même est situé sur une colline mais est entouré de plusieurs hameaux et fermes (le Titou, Marty, Galigné, Poutet, le Sabatier, Loubiez). C'est une commune très ventée mais peu boisée.

### Hydrographie

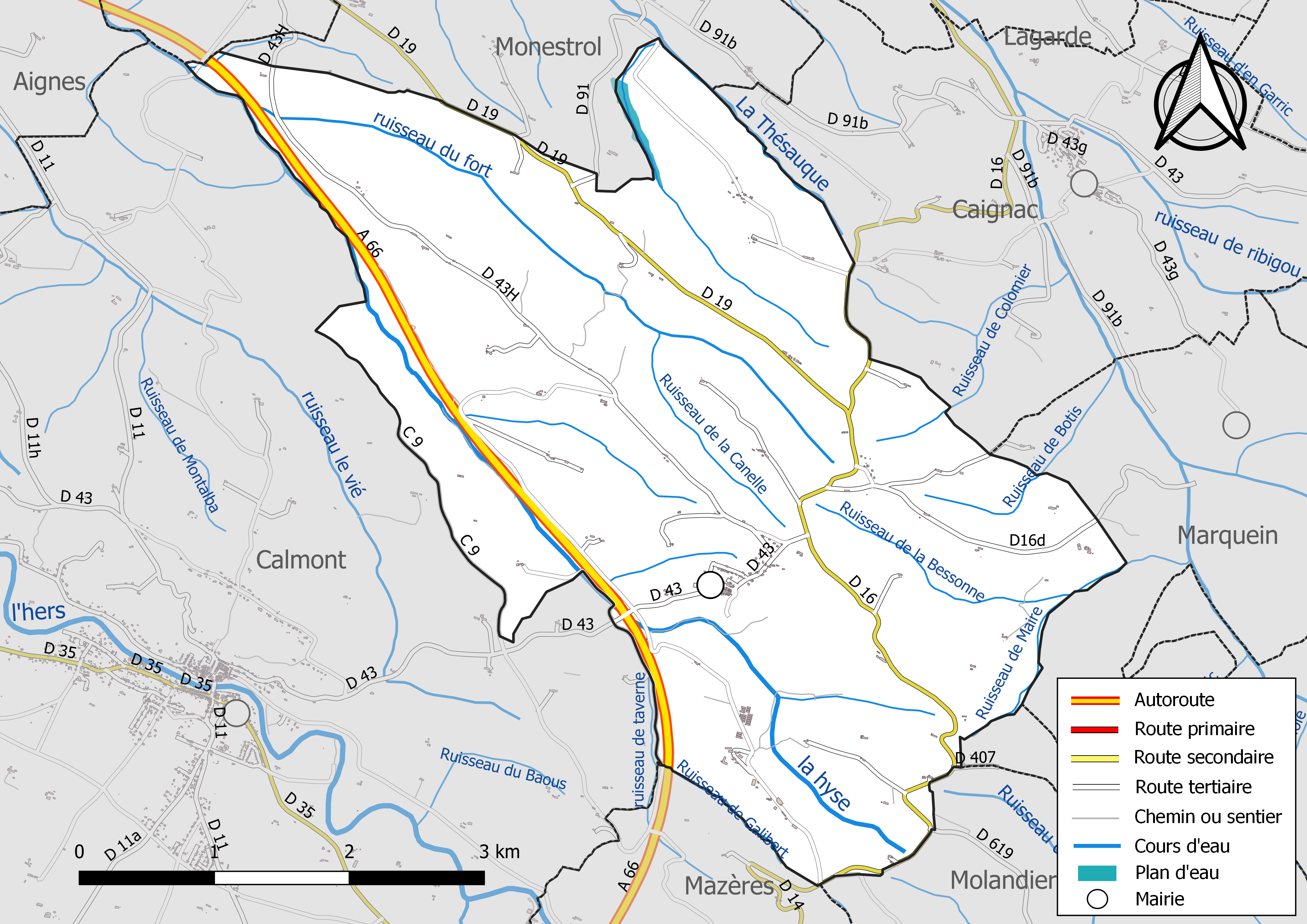
Réseaux hydrographique et routier de Gibel.

La commune est dans le bassin de la Garonne, au sein du bassin hydrographique Adour-Garonne. Elle est drainée par la Hyse, la Thésauque, le ruisseau du fort, le ruisseau de Botis, le ruisseau de Colomier, le ruisseau de Galibert, le ruisseau de la Bessonne, le ruisseau de la Canelle, le ruisseau de l'Embarras, le ruisseau de Maire, le ruisseau de taverne et par divers petits cours d'eau, constituant un réseau hydrographique de 27 km de longueur totale,.
La Hyse, d'une longueur totale de 29,3 km, prend sa source dans la commune et s'écoule du sud-est vers le nord-ouest. Elle traverse la commune et se jette dans l'Ariège à Venerque, après avoir traversé 10 communes.
La Thésauque, d'une longueur totale de 16,7 km, prend sa source dans la commune de Caignac et s'écoule vers le nord. Il traverse la commune et se jette dans l'Hers-Mort à Villenouvelle.

### Climat
Pour des articles plus généraux, voir Climat de l'Occitanie et Climat de la Haute-Garonne.
En 2010, le climat de la commune est de type climat du Bassin du Sud-Ouest, selon une étude s'appuyant sur une série de données couvrant la période 1971-2000. En 2020, Météo-France publie une typologie des climats de la France métropolitaine dans laquelle la commune est exposée à un climat océanique altéré et est dans la région climatique Aquitaine, Gascogne, caractérisée par une pluviométrie abondante au printemps, modérée en automne, un faible ensoleillement au printemps, un été chaud (19,5 °C), des vents faibles, des brouillards fréquents en automne et en hiver et des orages fréquents en été (15 à 20 jours).
Pour la période 1971-2000, la température annuelle moyenne est de 12,7 °C, avec une amplitude thermique annuelle de 15,7 °C. Le cumul annuel moyen de précipitations est de 810 mm, avec 9,6 jours de précipitations en janvier et 5,5 jours en juillet. Pour la période 1991-2020, la température moyenne annuelle observée sur la station météorologique la plus proche, située sur la commune de Ségreville à 23 km à vol d'oiseau, est de 13,4 °C et le cumul annuel moyen de précipitations est de 747,6 mm,. Pour l'avenir, les paramètres climatiques de la commune estimés pour 2050 selon différents scénarios d'émission de gaz à effet de serre sont consultables sur un site dédié publié par Météo-France en novembre 2022.

### Milieux naturels et biodiversité

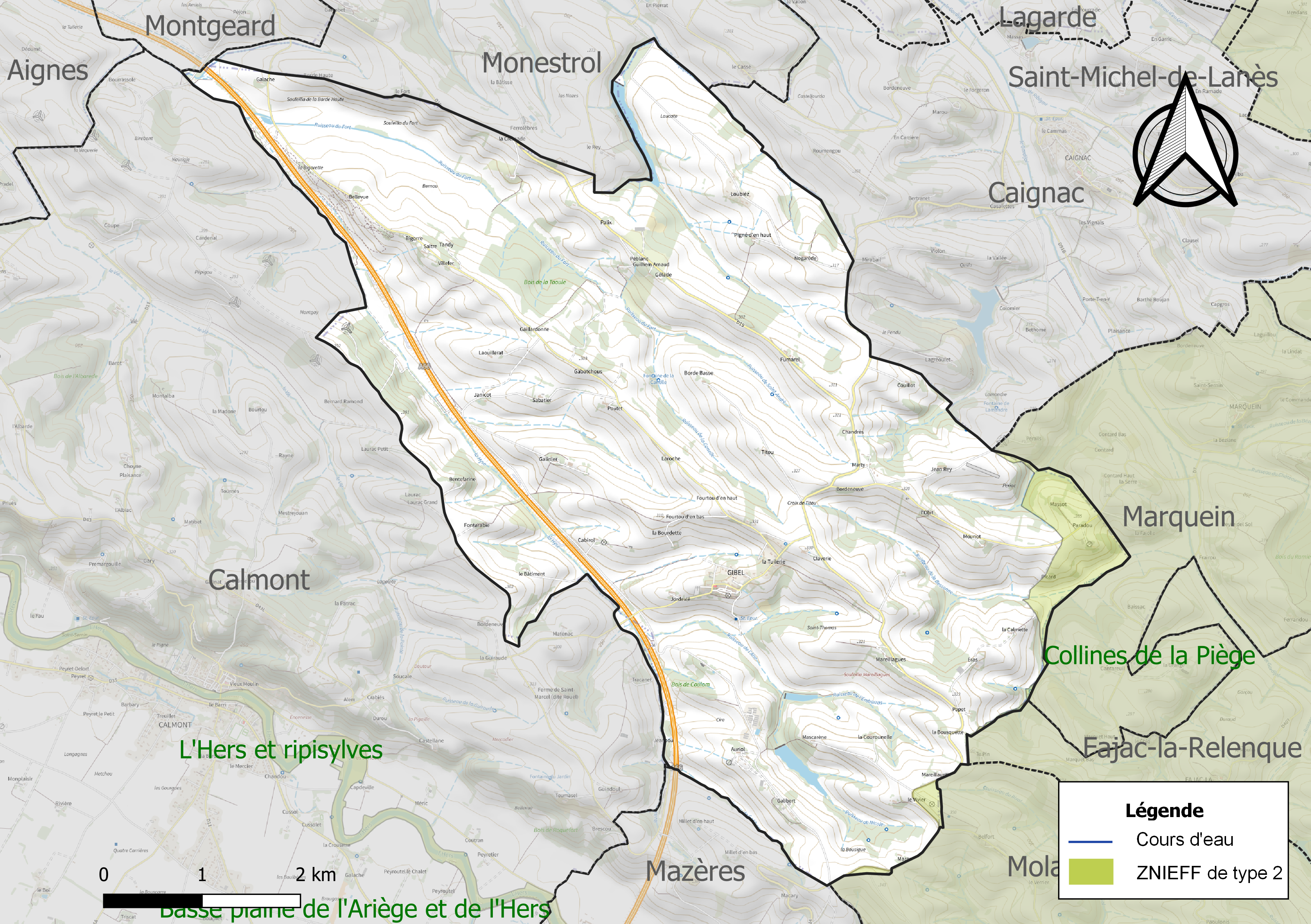
Carte de la ZNIEFF de type 2 localisée sur la commune.

L’inventaire des zones naturelles d'intérêt écologique, faunistique et floristique (ZNIEFF) a pour objectif de réaliser une couverture des zones les plus intéressantes sur le plan écologique, essentiellement dans la perspective d’améliorer la connaissance du patrimoine naturel national et de fournir aux différents décideurs un outil d’aide à la prise en compte de l’environnement dans l’aménagement du territoire.
Une ZNIEFF de type 2 est recensée sur la commune :
les « collines de la Piège » (27 918 ha), couvrant 40 communes dont 38 dans l'Aude et deux dans la Haute-Garonne.

## Urbanisme

### Typologie
Au 1er janvier 2024, Gibel est catégorisée commune rurale à habitat très dispersé, selon la nouvelle grille communale de densité à sept niveaux définie par l'Insee en 2022.
Elle est située hors unité urbaine. Par ailleurs la commune fait partie de l'aire d'attraction de Toulouse, dont elle est une commune de la couronne,. Cette aire, qui regroupe 527 communes, est catégorisée dans les aires de 700 000 habitants ou plus (hors Paris),.

### Occupation des sols

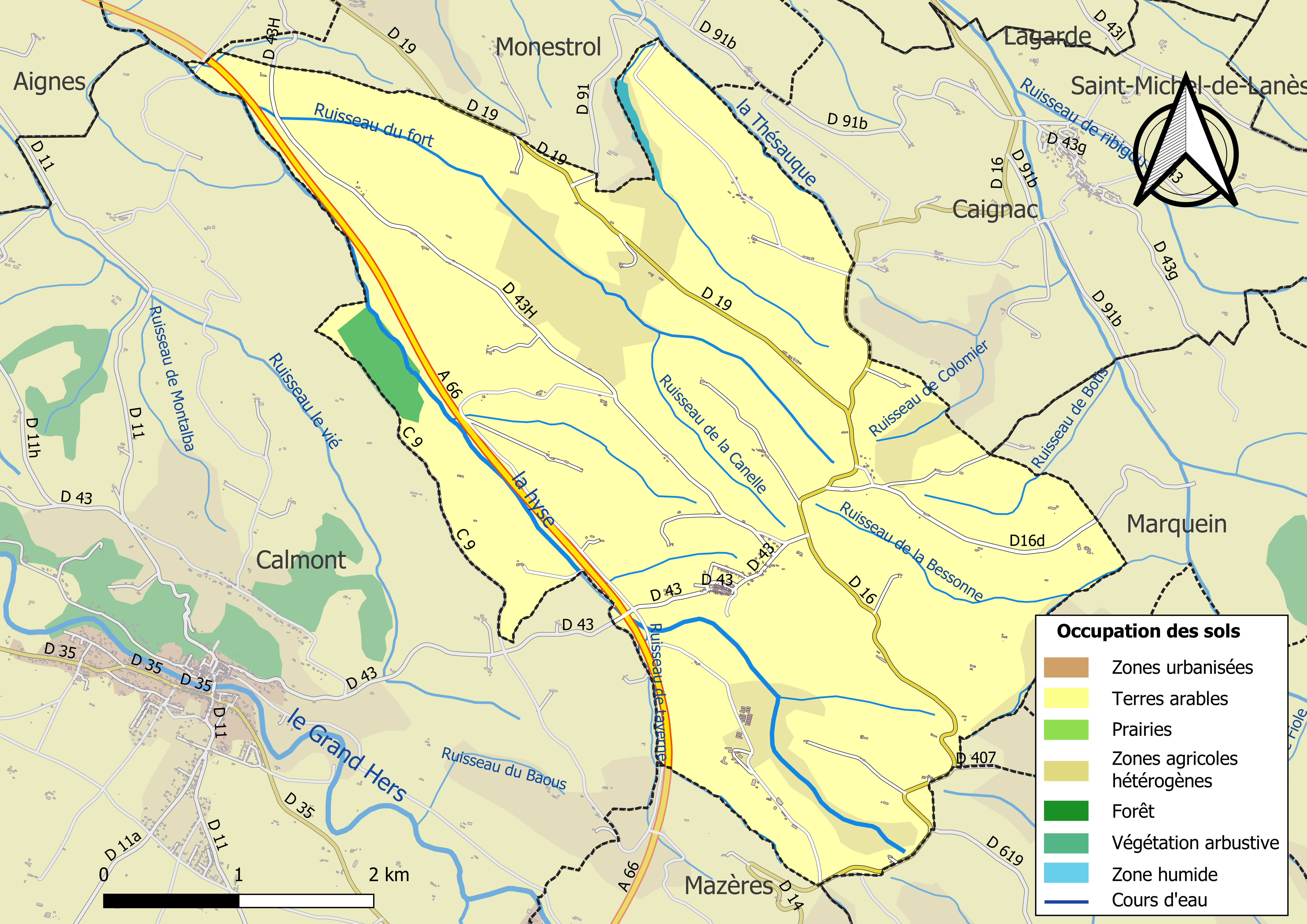
Carte des infrastructures et de l'occupation des sols de la commune en 2018 (CLC).

L'occupation des sols de la commune, telle qu'elle ressort de la base de données européenne d’occupation biophysique des sols Corine Land Cover (CLC), est marquée par l'importance des territoires agricoles (98,7 % en 2018), une proportion identique à celle de 1990 (98,7 %). La répartition détaillée en 2018 est la suivante :
terres arables (89 %), zones agricoles hétérogènes (9,8 %), forêts (1,3 %). L'évolution de l’occupation des sols de la commune et de ses infrastructures peut être observée sur les différentes représentations cartographiques du territoire : la carte de Cassini (XVIIIe siècle), la carte d'état-major (1820-1866) et les cartes ou photos aériennes de l'IGN pour la période actuelle (1950 à aujourd'hui).

### Voies de communication et transports
La ligne express Hop!303 du réseau Arc-en-Ciel relie la commune à la station Université-Paul-Sabatier du métro de Toulouse depuis Lagarde.

### Risques majeurs
Le territoire de la commune de Gibel est vulnérable à différents aléas naturels : météorologiques (tempête, orage, neige, grand froid, canicule ou sécheresse), inondations et séisme (sismicité très faible). Un site publié par le BRGM permet d'évaluer simplement et rapidement les risques d'un bien localisé soit par son adresse soit par le numéro de sa parcelle.
Certaines parties du territoire communal sont susceptibles d’être affectées par le risque d’inondation par débordement de cours d'eau, notamment le Thésauque. La commune a été reconnue en état de catastrophe naturelle au titre des dommages causés par les inondations et coulées de boue survenues en 1982, 1996, 1999 et 2009,.

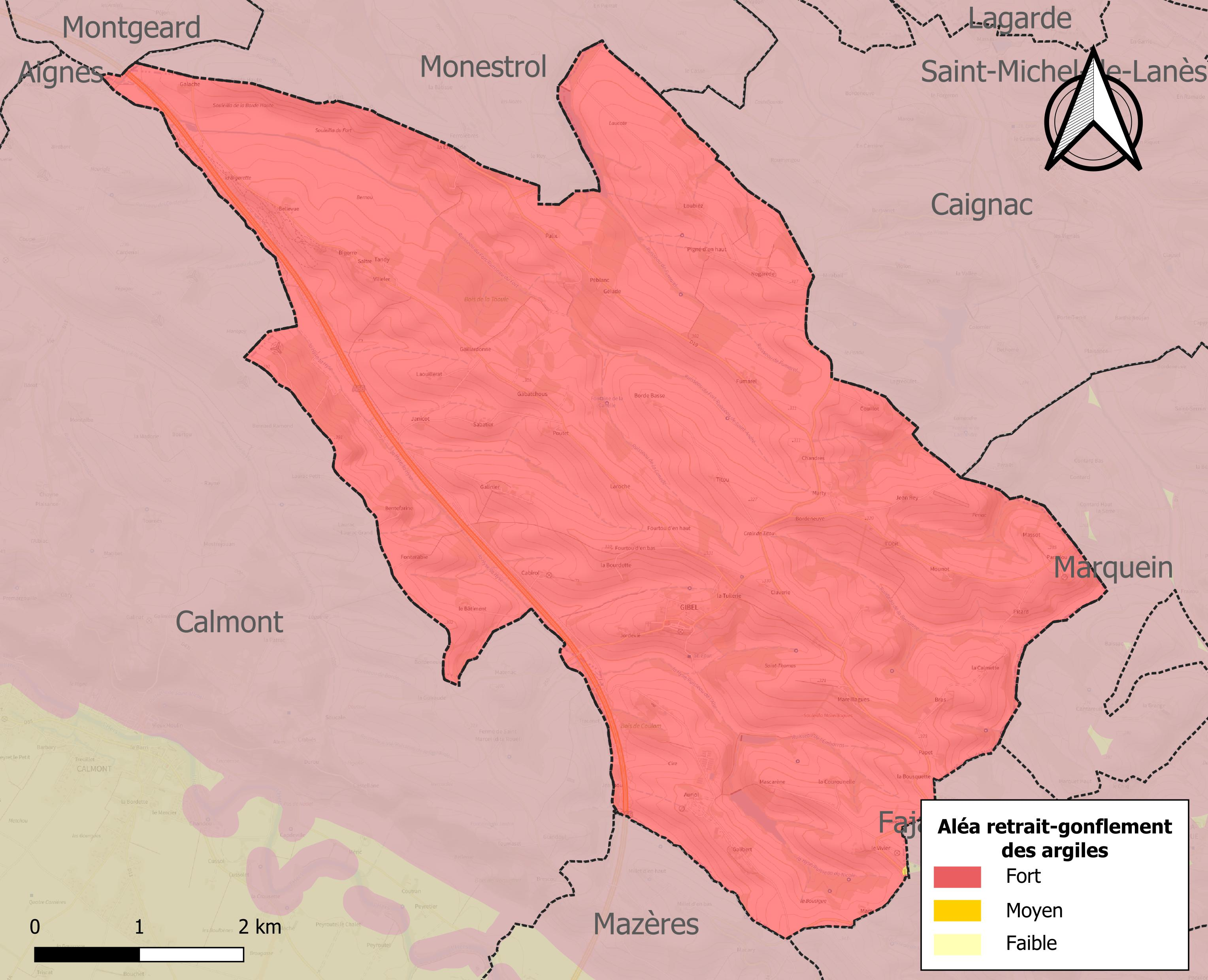
Carte des zones d'aléa retrait-gonflement des sols argileux de Gibel.

Le retrait-gonflement des sols argileux est susceptible d'engendrer des dommages importants aux bâtiments en cas d’alternance de périodes de sécheresse et de pluie. La totalité de la commune est en aléa moyen ou fort (88,8 % au niveau départemental et 48,5 % au niveau national). Sur les 177 bâtiments dénombrés sur la commune en 2019, 177 sont en aléa moyen ou fort, soit 100 %, à comparer aux 98 % au niveau départemental et 54 % au niveau national. Une cartographie de l'exposition du territoire national au retrait gonflement des sols argileux est disponible sur le site du BRGM,.
Par ailleurs, afin de mieux appréhender le risque d’affaissement de terrain, l'inventaire national des cavités souterraines permet de localiser celles situées sur la commune.
Concernant les mouvements de terrains, la commune a été reconnue en état de catastrophe naturelle au titre des dommages causés par la sécheresse en 1989, 2003 et 2016 et par des mouvements de terrain en 1999.

## Toponymie
Le nom Gibel viendrait de l'arabe jabal (جبل) ou djebel qui désigne un relief allant de la colline au massif montagneux. La monographie communale réalisée par les instituteurs Dardier et Laporte en 1885 en témoigne. Selon leurs dires, une telle étymologie suggère que le village ait été fondé durant l'occupation sarrasine, aux alentours du VIIIe siècle.

## Politique et administration

### Administration municipale
Le nombre d'habitants au recensement de 2011 étant compris entre 100 et 499, le nombre de membres du conseil municipal pour l'élection de 2014 est de onze,.

### Rattachements administratifs et électoraux
Commune faisant partie de la septième circonscription de la Haute-Garonne de la communauté de communes des Terres du Lauragais et du canton d'Escalquens (avant le redécoupage départemental de 2014, Gibel faisait partie de l'ex-canton de Nailloux) et avant le 1er janvier 2017 elle faisait partie de la communauté de communes des Coteaux du Lauragais Sud.

### Liste des maires

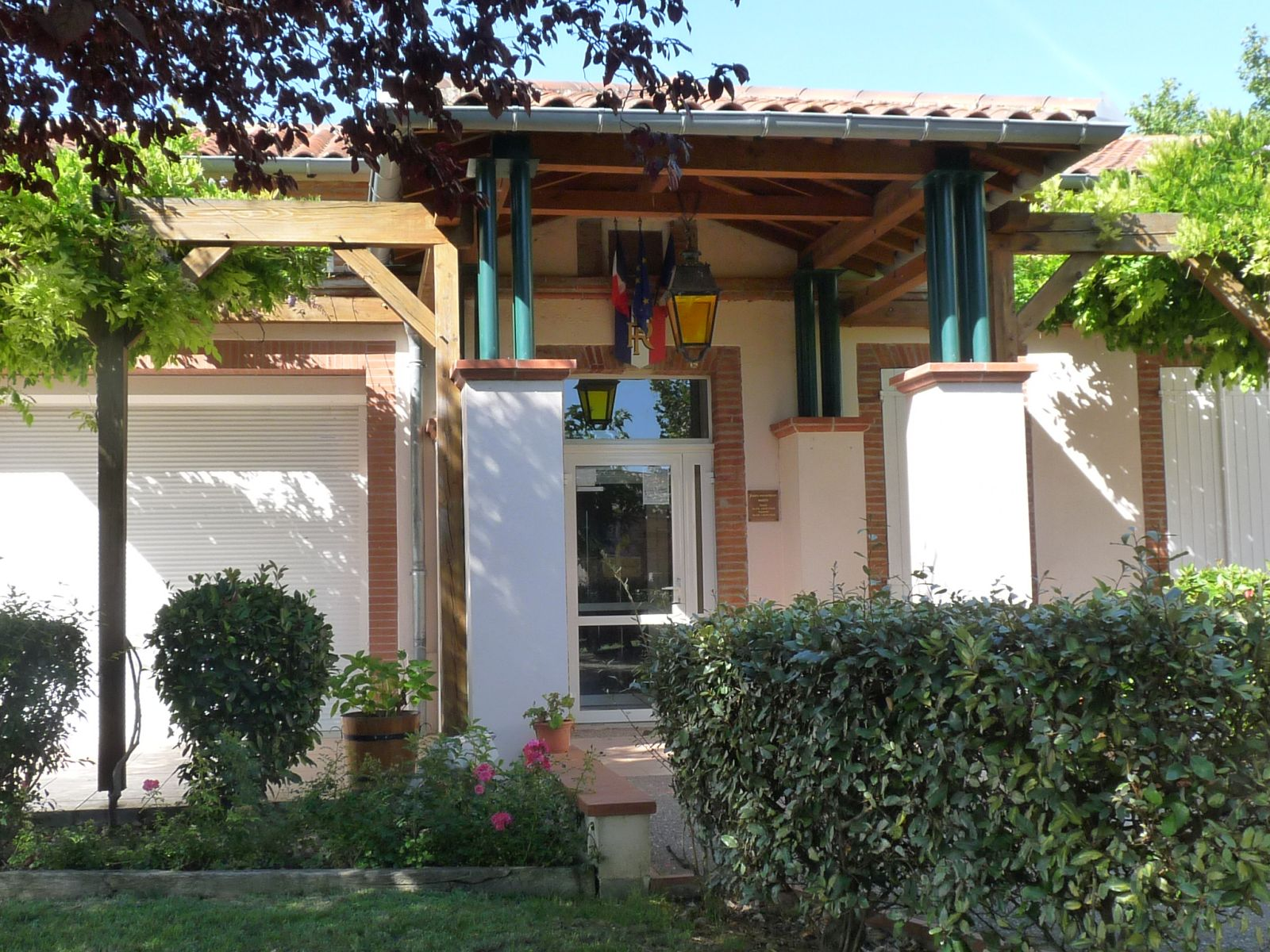
La mairie

## Population et société

### Démographie
| 1793 | 1800  | 1806 | 1821 | 1831 | 1836  | 1841  | 1846  | 1851  |
| ---- | ----- | ---- | ---- | ---- | ----- | ----- | ----- | ----- |
| 861  | 1 200 | 900  | 934  | 989  | 1 020 | 1 097 | 1 094 | 1 068 |

| 1856  | 1861  | 1866 | 1872 | 1876 | 1881 | 1886 | 1891 | 1896 |
| ----- | ----- | ---- | ---- | ---- | ---- | ---- | ---- | ---- |
| 1 048 | 1 001 | 954  | 916  | 814  | 815  | 839  | 842  | 810  |

| 1901 | 1906 | 1911 | 1921 | 1926 | 1931 | 1936 | 1946 | 1954 |
| ---- | ---- | ---- | ---- | ---- | ---- | ---- | ---- | ---- |
| 683  | 672  | 671  | 526  | 548  | 531  | 548  | 483  | 449  |

| 1962 | 1968 | 1975 | 1982 | 1990 | 1999 | 2005 | 2006 | 2010 |
| ---- | ---- | ---- | ---- | ---- | ---- | ---- | ---- | ---- |
| 354  | 288  | 223  | 246  | 207  | 261  | 264  | 268  | 308  |

| 2015 | 2020 | 2022 | - | - | - | - | - | - |
| ---- | ---- | ---- | - | - | - | - | - | - |
| 351  | 383  | 388  | - | - | - | - | - | - |

| selon la population municipale des années : | 1968 | 1975 | 1982 | 1990 | 1999 | 2006 | 2009 | 2013 |
| Rang de la commune dans le département      | 208  | 251  | 302  | 325  | 297  | 321  | 316  | 303  |
| Nombre de communes du département           | 592  | 582  | 586  | 588  | 588  | 588  | 589  | 589  |

### Équipements, services et vie locale
La mairie a investi en 2011-2012 dans la rénovation de l'église et de son clocher. Par le passé, des travaux avaient été entrepris dans la restauration du presbytère désaffecté transformé en mairie, de l'ancien temple protestant, qui sert à présent de salle des fêtes, et de l'école, inaugurée par Pierre Izard.

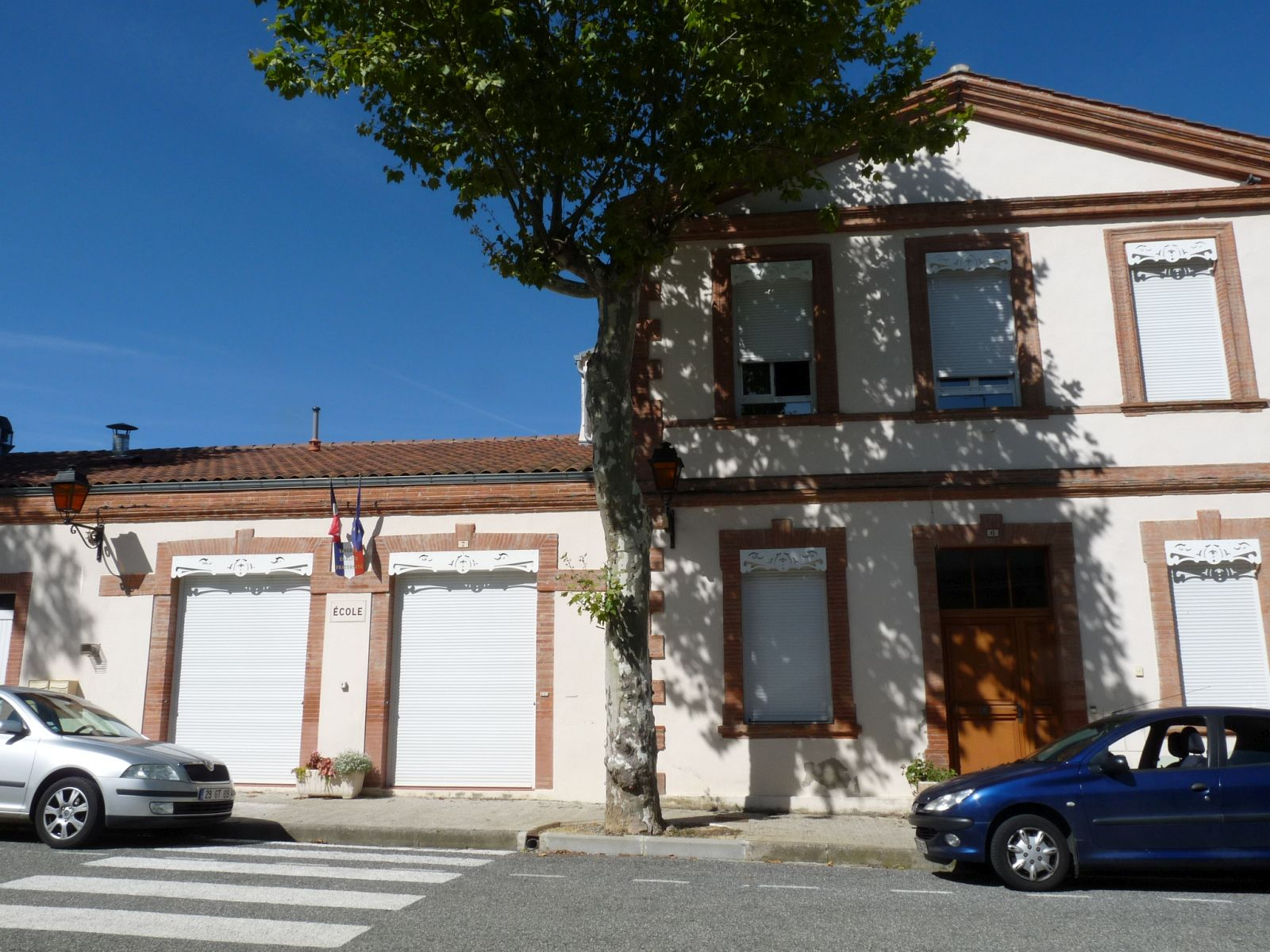
L'école
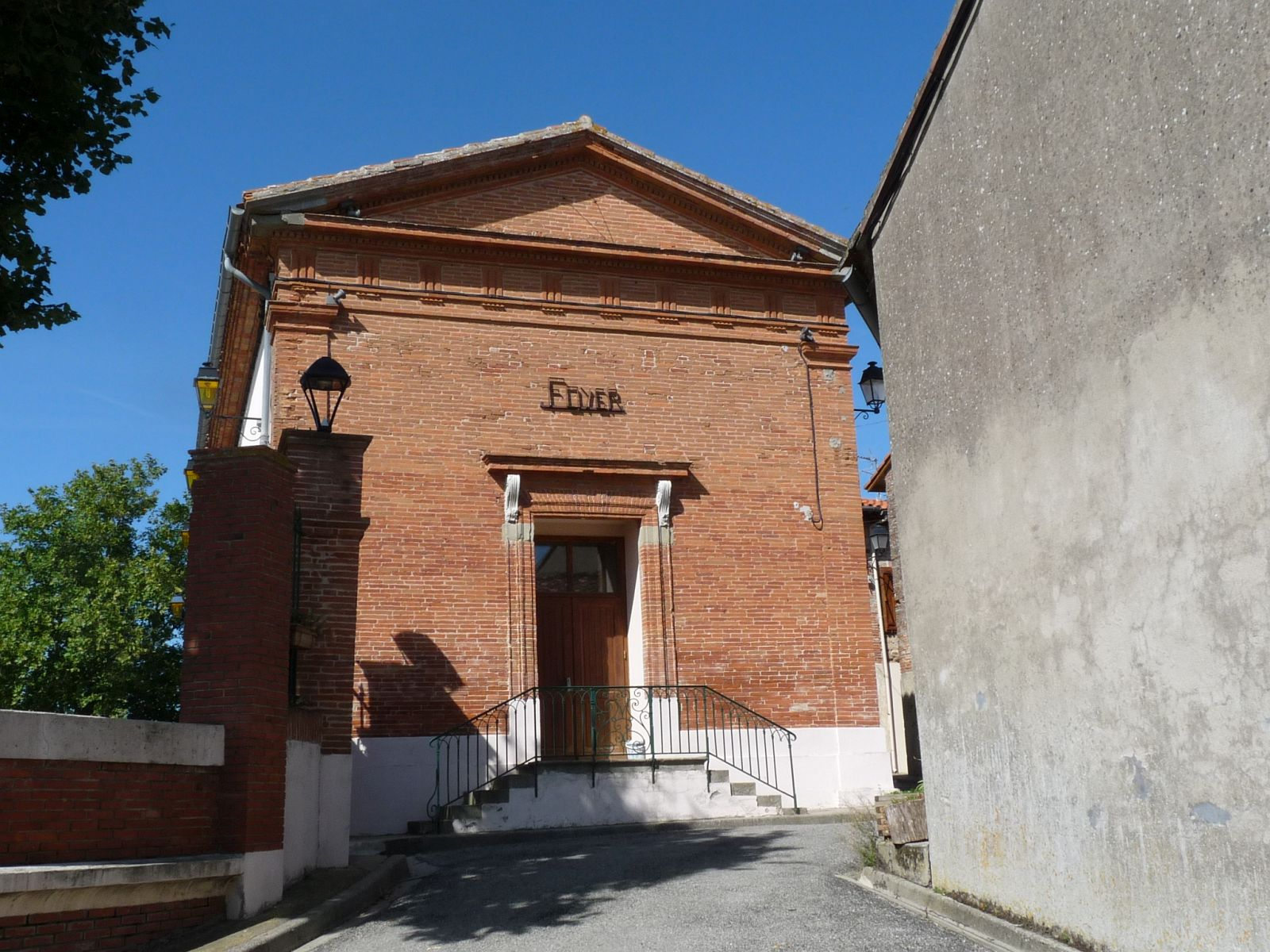
La salle des fêtes

### Enseignement
Gibel fait partie de l'académie de Toulouse.
La commune possède une école primaire.

### Culture et festivités
Foyer rural, salle des fêtes.

### Écologie et recyclage
La collecte et le traitement des déchets des ménages et des déchets assimilés ainsi que la protection et la mise en valeur de l'environnement se font dans le cadre de CoLaurSud (communauté de communes des coteaux du Lauragais Sud).
Une déchèterie est située sur la commune de Montgeard sur la route de Nailloux à Calmont.

## Économie

### Revenus
En 2018 (données Insee publiées en septembre 2021), la commune compte 135 ménages fiscaux, regroupant 360 personnes. La médiane du revenu disponible par unité de consommation est de 22 620 € (23 140 € dans le département).

### Emploi
|                | 2008  | 2013  | 2018  |
| -------------- | ----- | ----- | ----- |
| Commune        | 5,7 % | 7 %   | 5,7 % |
| Département    | 7,7 % | 9,6 % | 9,3 % |
| France entière | 8,3 % | 10 %  | 10 %  |

En 2018, la population âgée de 15 à 64 ans s'élève à 219 personnes, parmi lesquelles on compte 80,3 % d'actifs (74,6 % ayant un emploi et 5,7 % de chômeurs) et 19,7 % d'inactifs,. Depuis 2008, le taux de chômage communal (au sens du recensement) des 15-64 ans est inférieur à celui de la France et du département.
La commune fait partie de la couronne de l'aire d'attraction de Toulouse, du fait qu'au moins 15 % des actifs travaillent dans le pôle,. Elle compte 44 emplois en 2018, contre 38 en 2013 et 41 en 2008. Le nombre d'actifs ayant un emploi résidant dans la commune est de 166, soit un indicateur de concentration d'emploi de 26,3 % et un taux d'activité parmi les 15 ans ou plus de 64,4 %.
Sur ces 166 actifs de 15 ans ou plus ayant un emploi, 25 travaillent dans la commune, soit 15 % des habitants. Pour se rendre au travail, 87,9 % des habitants utilisent un véhicule personnel ou de fonction à quatre roues, 4 % les transports en commun, 1,2 % s'y rendent en deux-roues, à vélo ou à pied et 6,9 % n'ont pas besoin de transport (travail au domicile).

### Activités hors agriculture
24 établissements sont implantés à Gibel au 31 décembre 2019. Le tableau ci-dessous en détaille le nombre par secteur d'activité et compare les ratios avec ceux du département,.
Le secteur de l'industrie manufacturière, des industries extractives et autres est prépondérant sur la commune puisqu'il représente 33,3 % du nombre total d'établissements de la commune (8 sur les 24 entreprises implantées à Gibel), contre 5,7 % au niveau départemental.

### Agriculture
La commune est dans le Lauragais, une petite région agricole occupant le nord-est du département de la Haute-Garonne, dont les coteaux portent des grandes cultures en sec avec une dominante blé dur et tournesol. En 2020, l'orientation technico-économique de l'agriculture  sur la commune est la culture de céréales et/ou d'oléoprotéagineuses.
|               | 1988  | 2000  | 2010  | 2020  |
| ------------- | ----- | ----- | ----- | ----- |
| Exploitations | 25    | 19    | 13    | 11    |
| SAU (ha)      | 1 523 | 1 425 | 1 399 | 1 542 |

Le nombre d'exploitations agricoles en activité et ayant leur siège dans la commune est passé de 25 lors du recensement agricole de 1988  à 19 en 2000 puis à 13 en 2010 et enfin à 11 en 2020, soit une baisse de 56 % en 32 ans. Le même mouvement est observé à l'échelle du département qui a perdu pendant cette période 57 % de ses exploitations,. La surface agricole utilisée sur la commune a quant à elle augmenté, passant de 1 523 ha en 1988 à 1 542 ha en 2020. Parallèlement la surface agricole utilisée moyenne par exploitation a augmenté, passant de 61 à 140 ha.

## Culture locale et patrimoine

### Lieux et monuments
- Maison de Coulom, lieu-dit de la commune de Gibel, manoir datant du début du XVIIIe siècle. Cette demeure fait l’objet d’une inscription au titre des monuments historiques depuis le 23 juillet 1990[43].
- Le monument aux morts comprend 26 noms de Gibelains morts pour la patrie pendant la Première Guerre mondiale, cinq noms ont été ajoutés concernant la Seconde Guerre mondiale[44].
- L'église paroissiale Saint-Antoine est située au centre de la commune (saint Antoine étant le saint patron de la commune, sa fête, le 17 janvier, correspond à la fête du village). Comme beaucoup d'autres églises du Lauragais, sa façade est un clocher-mur. Trois cloches sont situées au sommet.
- Temple protestant[45] devenu salle des fêtes.

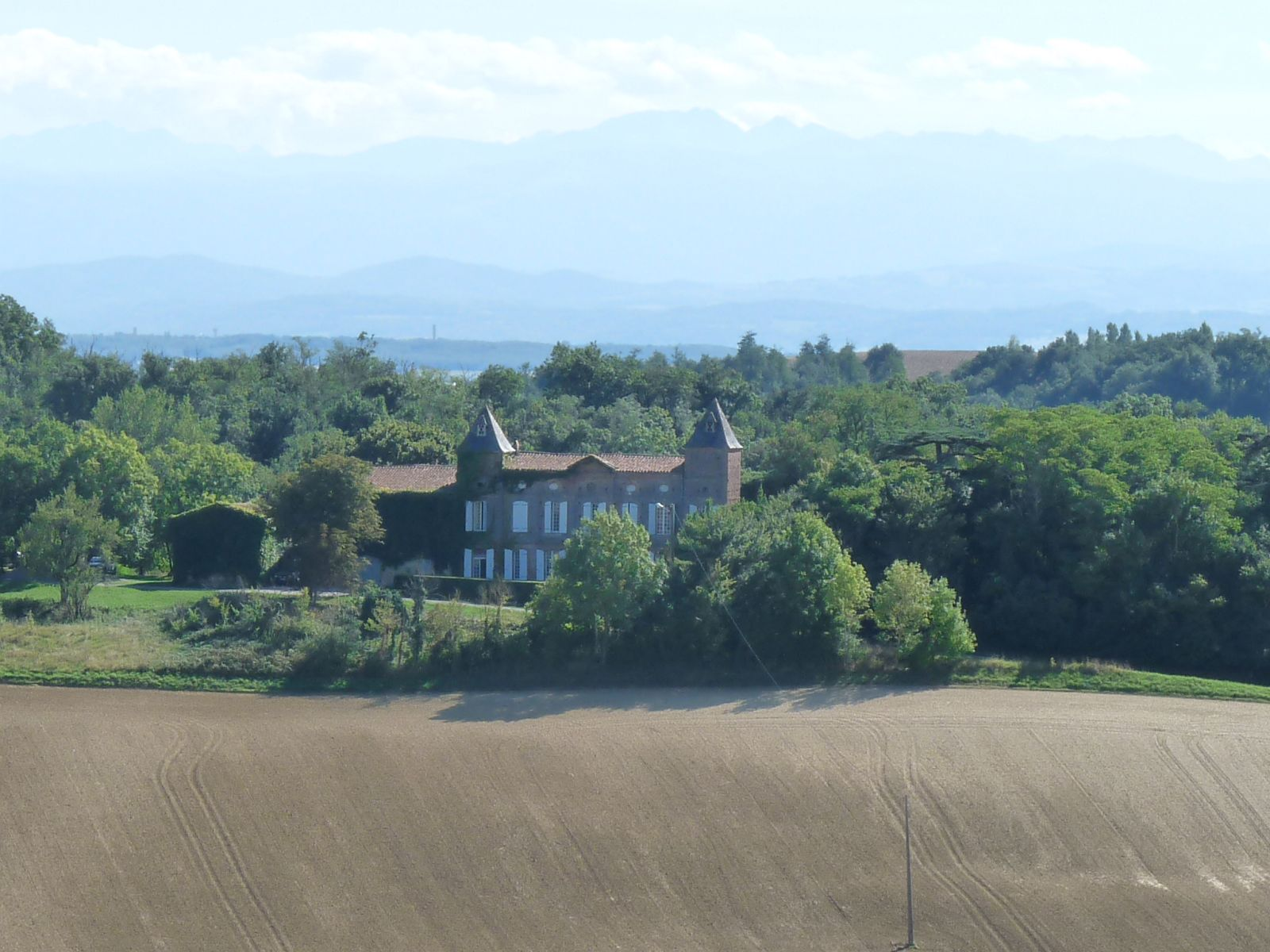
Maison de Coulom, vue de la halle, avec la chaîne des Pyrénées.
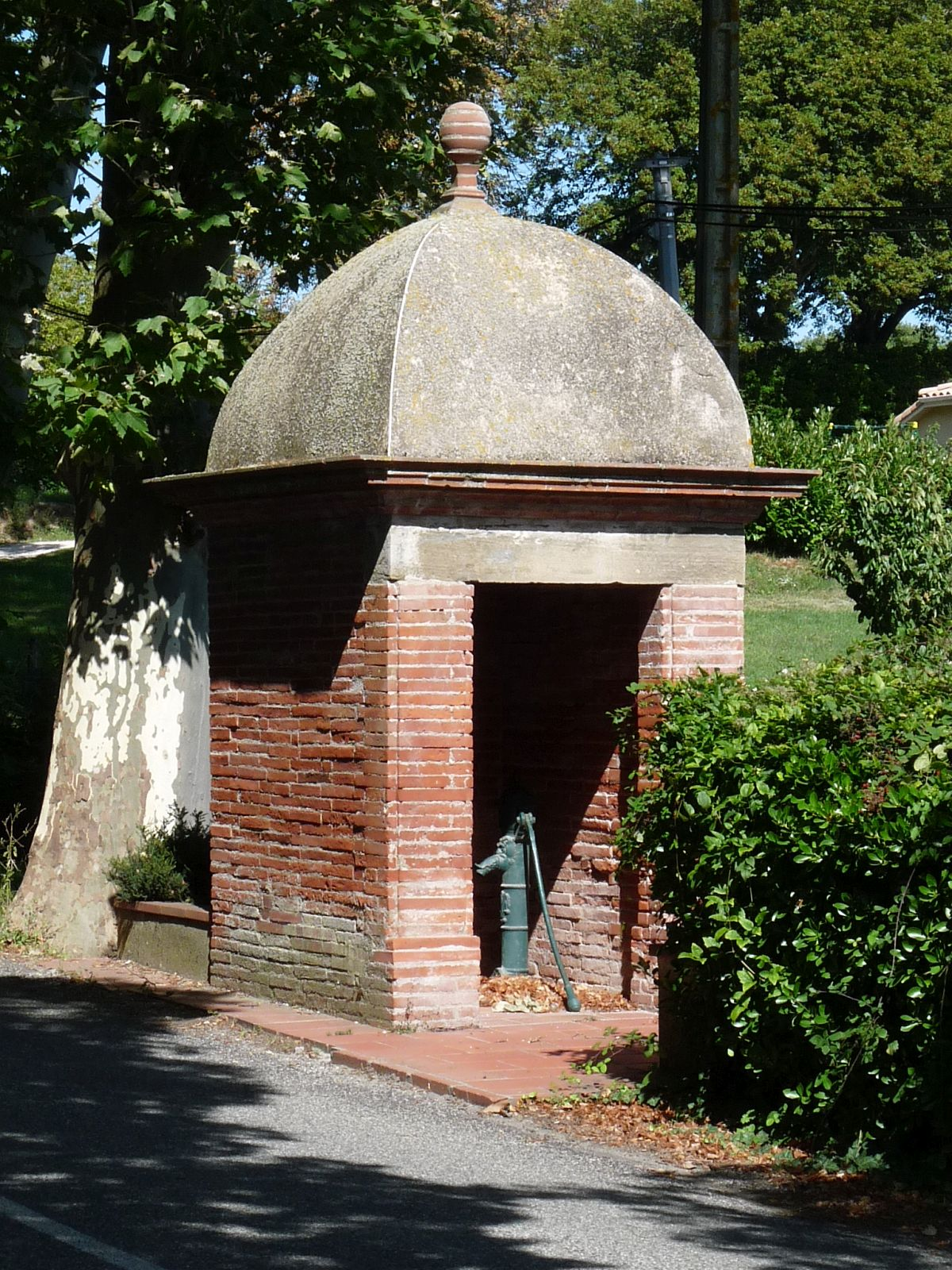
Fontaine.
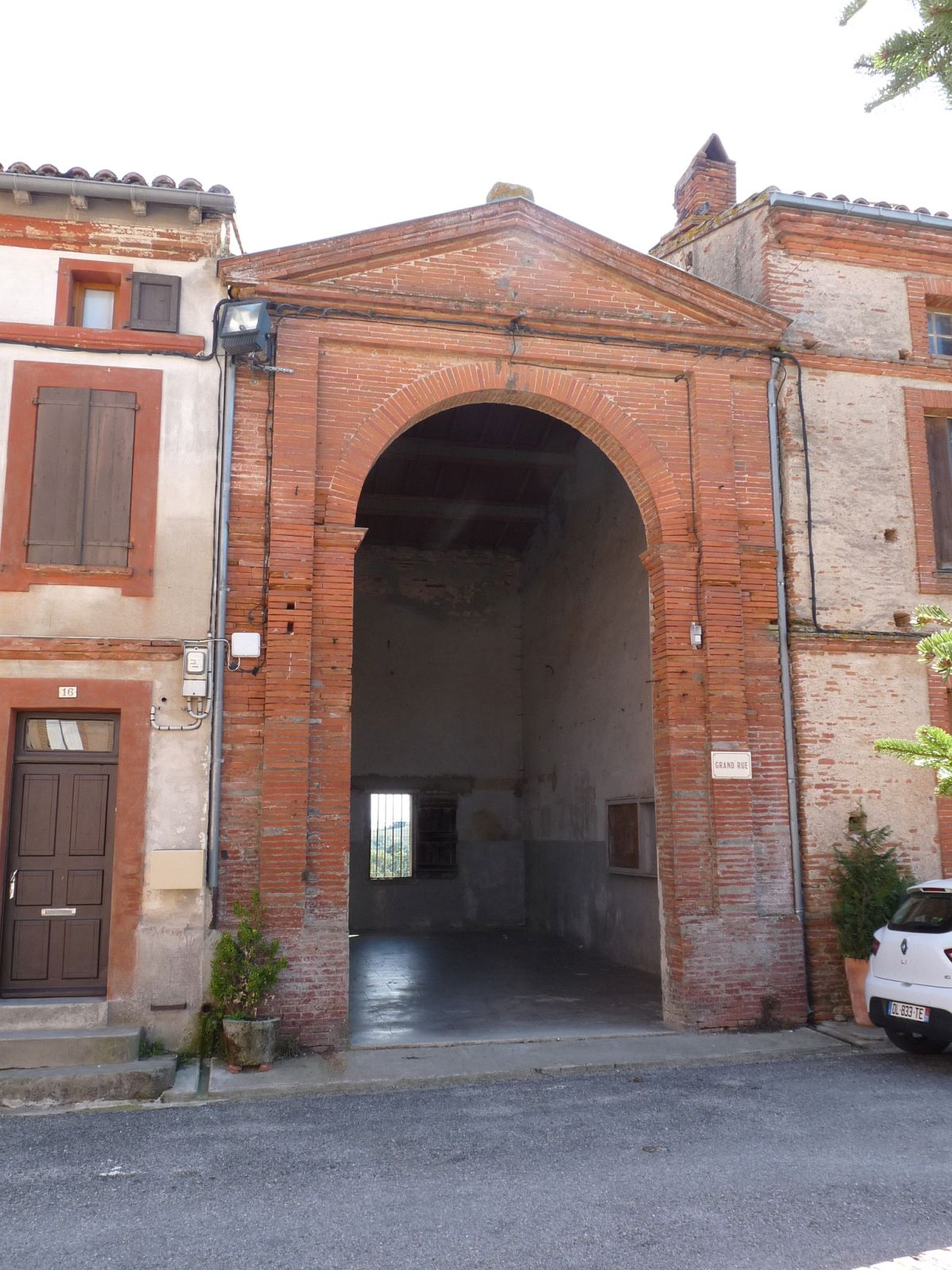
La halle.
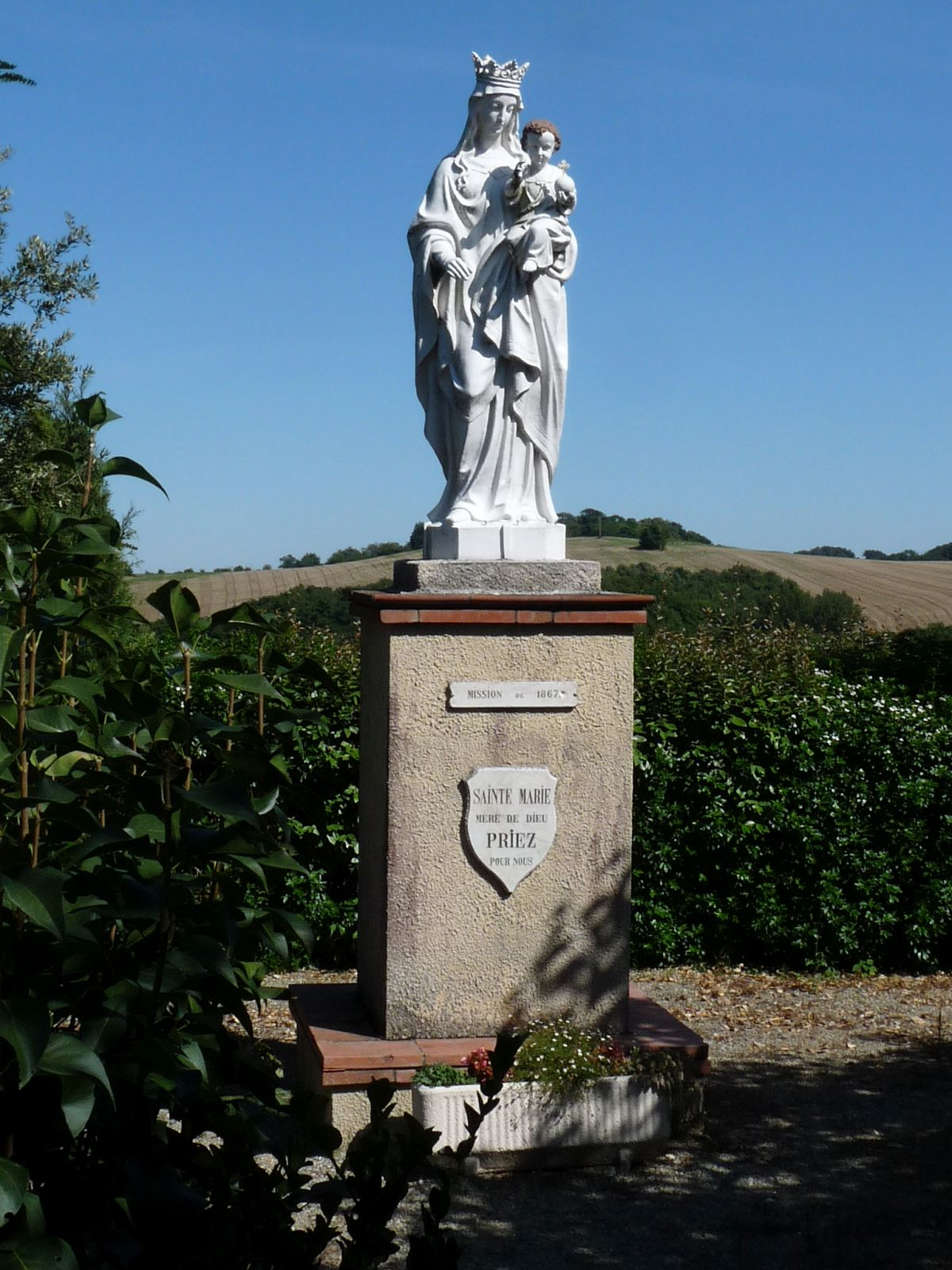
Statue de la Vierge à l'Enfant.
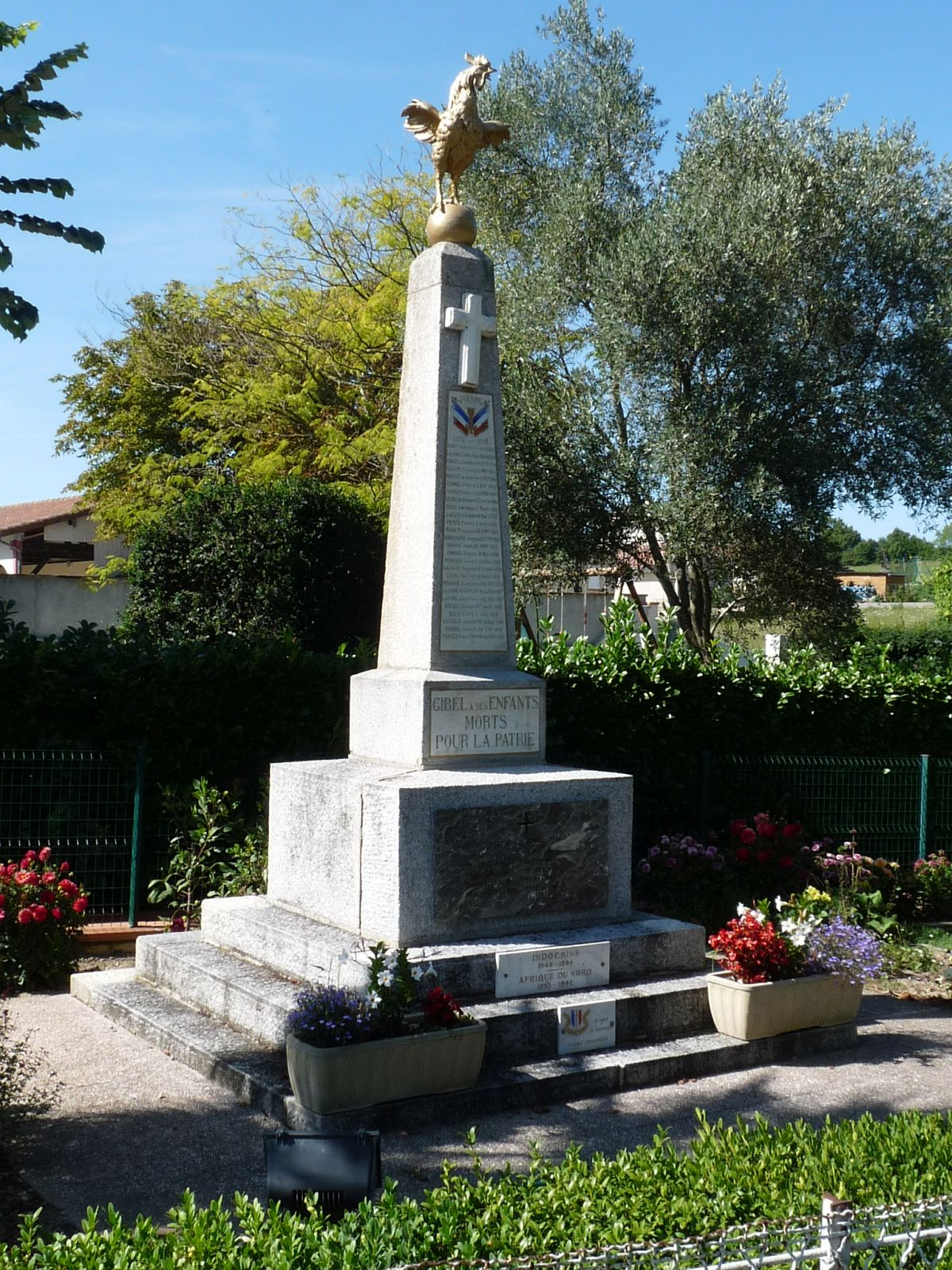
Monument aux morts.
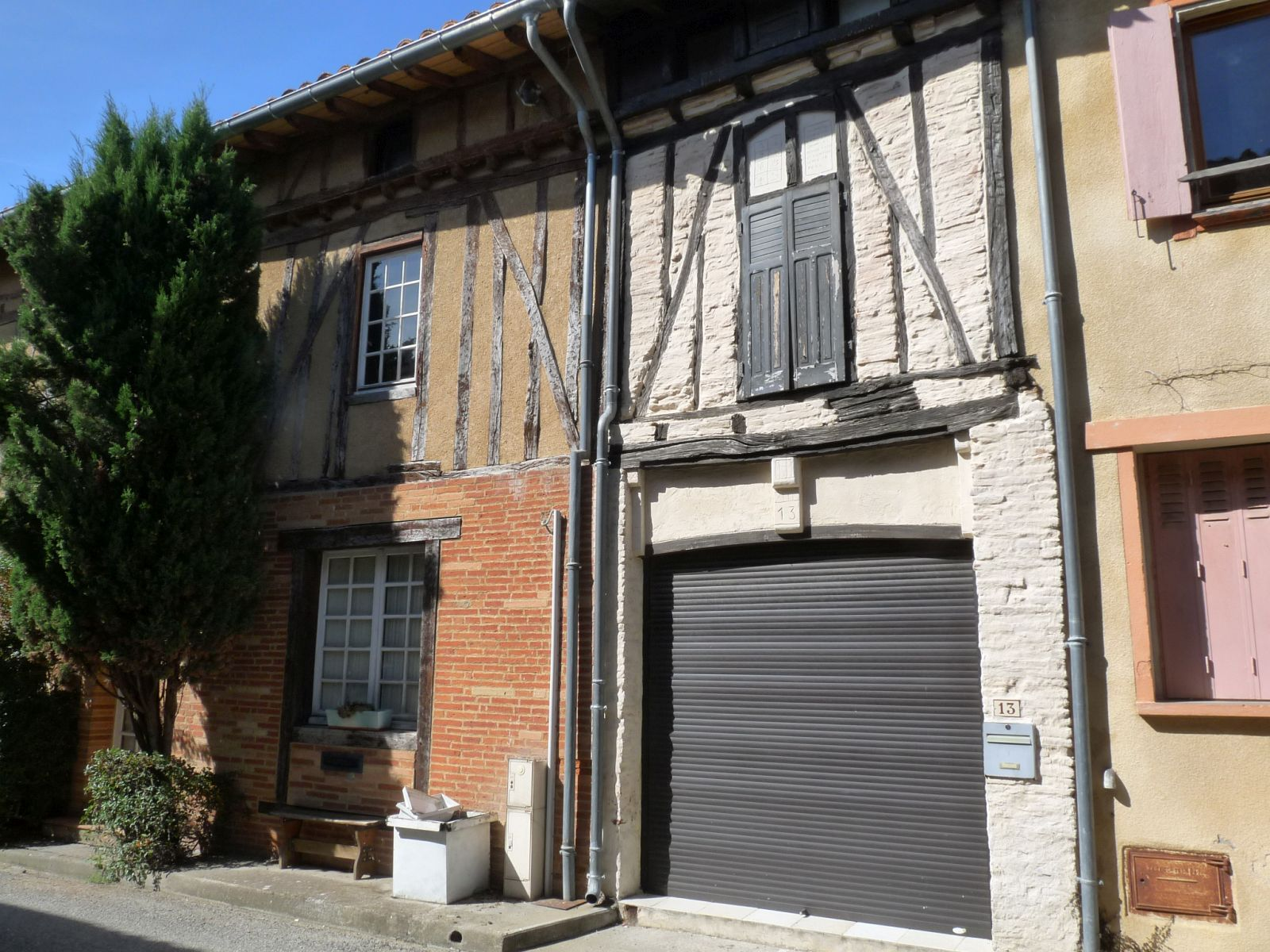
Une des maisons à colombages du village.

### Personnalités liées à la commune
- Fabien Pelous (1973-), rugbyman, a grandi à Gibel.

## Pour approfondir